# Stay in Touch

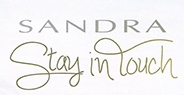

Stay in Touch è il decimo album in studio della cantante tedesca Sandra, pubblicato nel 2012.

## Tracce
1. Stay in Touch – 3:48
2. Infinite Kiss – 2:51
3. Between Me & the Moon – 3:22
4. Maybe Tonight – 3:05
5. Moscow Nights – 3:41
6. Heart of Wax – 4:15
7. Kings & Queens – 3:16
8. Angels in My Head – 2:55
9. Sand Heart – 3:47
10. Love Starts with a Smile – 3:26
11. Sun in Disguise – 4:23